# Siglo XI
El siglo XI d. C. (siglo once después de Cristo) o siglo XI e. c. (siglo once de la era común) comenzó el 1 de enero de 1001 y terminó el 31 de diciembre de 1100. Es llamado el «Siglo de las Cruzadas».

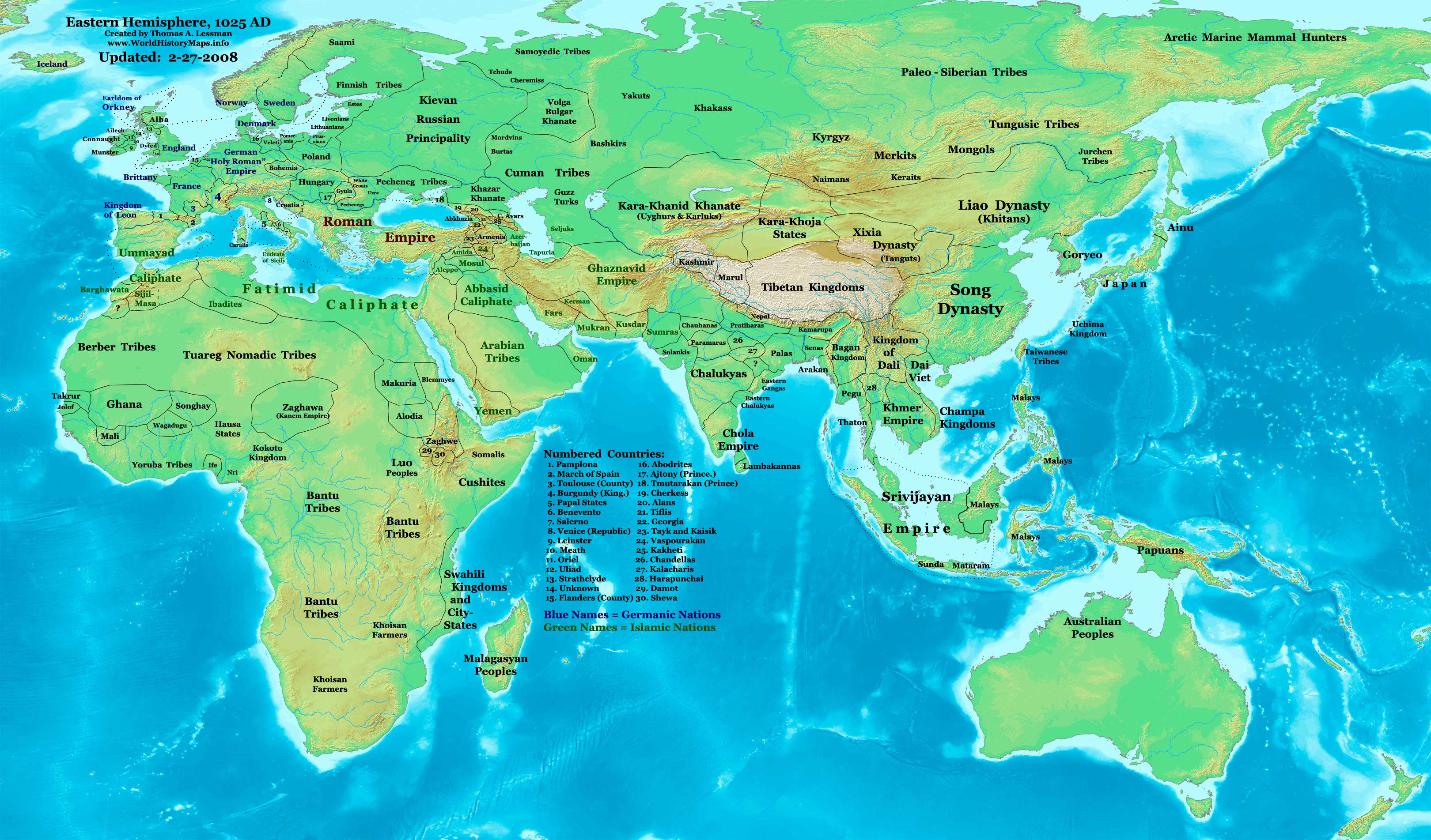
Mapa mundial (excepto América) en torno al año 1025.

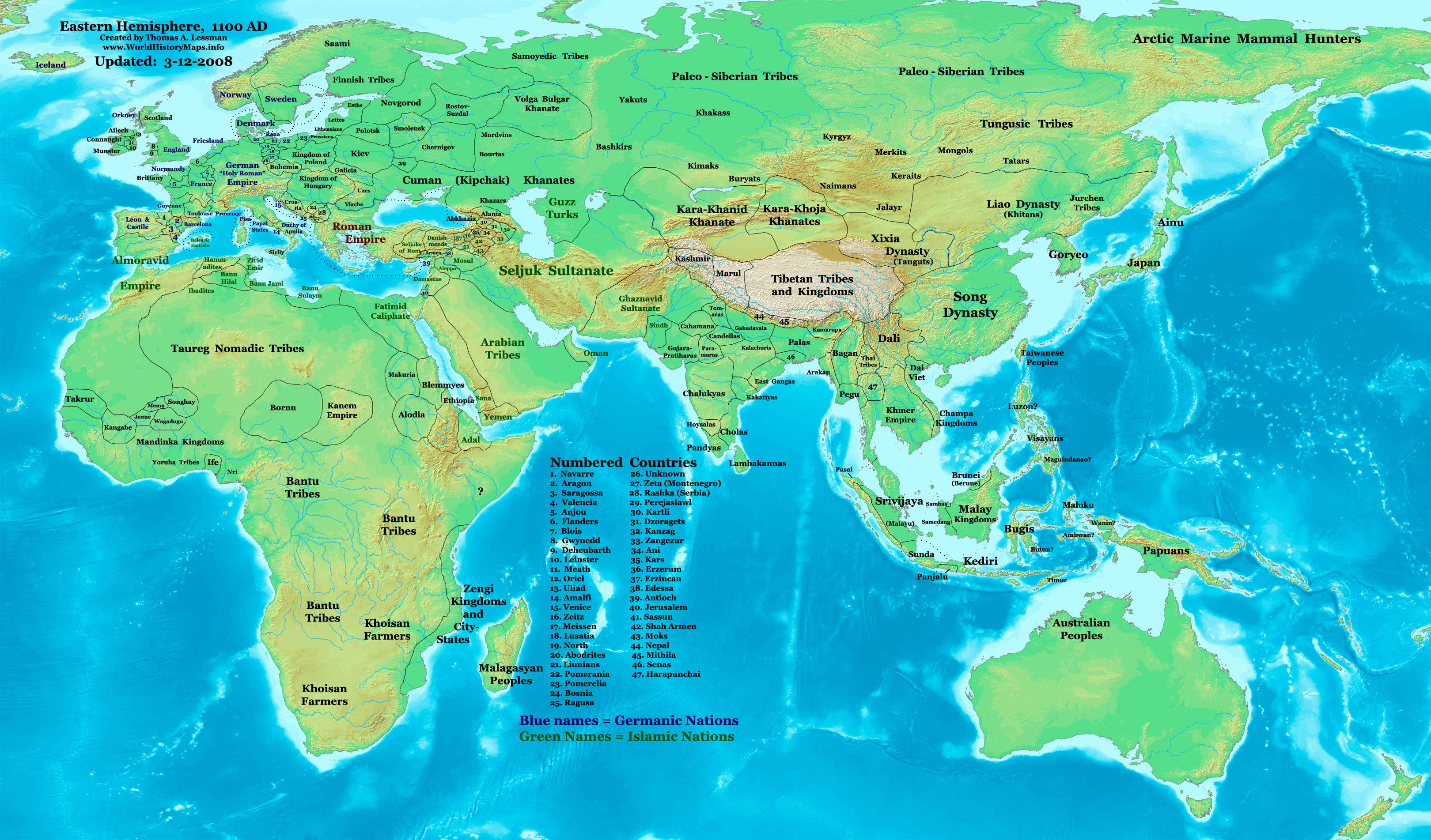
Mapa mundial (excepto América) en torno al año 1100.

Apodado el «siglo de las cruzadas», en el siglo XI comenzaron las famosas cruzadas, donde los reinos cristianos europeos, en respuesta a la llamada de los papas, lanzaron diversas ofensivas sobre Tierra Santa para arrebatar el control del lugar a los musulmanes. De todas estas expediciones, la única que alcanzó un cierto éxito en sus teóricos objetivos fue la Primera Cruzada.
Volviendo a Europa, uno de los hechos más destacables fue la conquista normanda de Inglaterra, tras la Batalla de Hastings, donde Guillermo el Conquistador derrotó al rey Anglosajón Haroldo II, lo que permitió a los normandos apoderarse del reino y cambiar permanentemente la historia de Inglaterra.
En la península ibérica, el Califato de Córdoba fue perdiendo su poder en Al-Ándalus en favor de los almorávides, que se apoderaron de todo el califato durante el transcurso del siglo, con el tiempo, los Reinos de Taifas tomarían su lugar dominante en Al-Ándalus
Hubo, después de un breve ascenso, una repentina disminución del poder bizantino y el aumento de la dominación normanda en gran parte de Europa, junto con el papel destacado en Europa de papas notablemente influyentes. La cristiandad experimentó un cisma formal en este siglo que se había desarrollado en los siglos anteriores entre el oeste romano y el este bizantino, causando una división de sus dos denominaciones más grandes hasta el día de hoy: el catolicismo romano y la ortodoxia oriental. 
En el norte de Italia, el crecimiento de la población en los centros urbanos dio lugar a un capitalismo organizado temprano y una cultura comercial más sofisticada a finales del siglo XI. En Europa del Este, hubo una época dorada para el Rus de Kiev.
En la dinastía Song (China) y el mundo islámico clásico, este siglo marcó el punto culminante tanto para la civilización, la ciencia y la tecnología chinas clásicas como para la ciencia, la filosofía, la tecnología y la literatura islámicas clásicas. Las facciones políticas rivales en la corte de la dinastía Song crearon conflictos entre los principales estadistas y ministros del imperio.
La dinastía Chola en India y el califato fatimí en Egipto alcanzaron su cenit de poder militar e influencia internacional. El Imperio Chalukya Occidental, rival de la dinastía Chola en India, también llegó al poder hacia el final del siglo.
En este siglo, la dinastía selyúcida turca llega al poder en Asia occidental gobernando sobre el Califato abasí, ahora fragmentado.
En Japón, el clan Fujiwara continuó dominando los asuntos de estado.
En Corea, el Reino de Goryeo floreció y afrontó amenazas externas de la dinastía Liao (Manchuria).
En Vietnam, comenzó la dinastía Lý, mientras que en Myanmar el Reino de Pagan alcanzó su apogeo político y militar.
En América, las civilizaciones tolteca y mixteca florecieron en partes de América del Norte y América Central, junto con la cultura Huari de América del Sur y la Cultura Misisipi en América del Norte. El Imperio Tiwanaku centrado alrededor del lago Titicaca se derrumbó en la primera mitad del siglo.

## Europa en elsigloXI
Tradicionalmente se sitúa el inicio de la Plena Edad Media en el año mil, que sirve como división de la Alta y Baja Edad Media. También se considera que en torno al año mil se extendió por las tierras europeas el miedo a la aproximación del fin del mundo, por lo que podemos encontrar interpretaciones apocalípticas de acontecimientos naturales como cometas, eclipses, etc. que se difundían de forma habitual a través de sermones que captaban la atención de la población.

### Ámbito económico
Se produce un renacimiento de la vida urbana, producido gracias a la reactivación del comercio y la expansión de la economía rural. Las ciudades del siglo XI se formaron a partir de los pequeños recintos utilizados por mercaderes para almacenar sus productos.
El renacimiento del comercio es un aspecto remarcable en la economía de Europa, y a su vez factores como la mejora de las rutas o la acuñación de monedas permitían las actividades de los mercaderes. De forma rotunda a partir del siglo XI, Europa reanimaba el comercio ya que añadía las condiciones necesarias para su desarrollo, como más productos, más riqueza y más hombres dedicándose a este sector. El crecimiento de la población más el aumento del rendimiento en el trabajo de los campos, permitía la dedicación de otras actividades como la artesanía o el comercio. La satisfactoria producción de los campos provocó la abundancia de excedentes que también podían comercializarse, y los europeos del Occidente comerciaban con el Imperio bizantino y con los musulmanes.

### Ámbito social
La sociedad se estructuraba en tres grandes grupos sociales: los bellatores, los oratores y los laboratores. Los bellatores (señores que hacen la guerra) ocupaban la cima de la pirámide feudal, ejercían el oficio de la guerra y se ocupaban de la defensa de las otras dos órdenes. Constituían una aristocracia poseedora de tierras que les proporcionaban renta y bienes mediante el trabajo de los campesinos instalados en ellas. El grupo de los oratores (los que rezan) representa al clero, quienes también poseían tierras trabajadas por campesinos. Los laboratores (los que trabajan) estaban sometidos a los otros dos grupos y eran los encargados de producir y trabajar para mantener el sistema.
En esta etapa las instituciones feudo-vasalláticas ya estaban constituidas, por contrato personal bilateral. El feudo se convirtió en un bien privado que se concedía a cambio de servicios. El señor era generalmente un aristócrata de alto nivel mientras el vasallo era un auxiliar de rango nobiliario; los servicios debidos eran de orden militar; servicios jerarquizados en una sociedad dedicada a la guerra. El fortalecimiento de la monarquía tuvo el apoyo de la Iglesia, atribuyendo al rey una función religiosa. Los reyes, además de ser señores feudales superiores, fueron acumulando prestigio, riqueza y poder. Esto dependió de sus recursos personales ligados a la tierra, de allí surge la ambición por reunir la mayor cantidad de tierras posible.
La patrimonialización de los feudos por parte de los vasallos, condujo a una especie de tarifación de las obligaciones feudales. La ayuda militar, base inicial del sistema feudal, pierde importancia y los señores deben pagar por la ayuda de sus vasallos. Con las cantidades recaudadas mediante este sistema, los monarcas disponían del suficiente dinero como para contratar tropas más valiosas y leales.
Desde el siglo XI, el vasallo logra hacer hereditario sus propios feudos. Esto debilita los vínculos del vasallo con su señor, al verse dueño de su feudo. Además, la ceremonia de vasallaje se renovaba cada vez que se producía una sucesión, creando nuevos lazos no tan firmes como los establecidos al principio de la relación feudal. Se admite también que el vasallo pueda romper los lazos con su señor, devolviéndole el feudo. Algunos vasallos incluso podían superar en bienes a sus señores, que se veían impotentes frente a sus vasallos, rompiéndose el equilibrio de las obligaciones recíprocas a favor del más fuerte.

### Ámbito cultural
A partir del siglo XI surgen movimientos religiosos que piden el retorno a la Iglesia primitiva, una reforma moral y contra la corrupción del clero. La Iglesia crea nuevos monasterios ya que la riqueza de estos contrastaba con las exigencias del desprendimiento mundano. Los antagonismos sociales que se hicieron aún más evidentes en medio de las transformaciones económicas y la laicización de la administración pública. No todos los grupos de herejes registrados a comienzos del siglo XI tenían un objetivo anticlerical y puritano, partían de una actitud ortodoxa, gregoriana y en contra de la acumulación de riqueza y poder de las jerarquías eclesiásticas, pero finalmente desembocaron en tendencias anti jerárquicas y anticlericales. Estos focos comenzaron en el año 1000 y fueron prontamente extinguidos, las últimas matanzas son las de Goslar en 1052 hasta la reaparición virulenta de las herejías del siglo XII, prácticamente en los mismos centros geográficos.
En cuanto a la educación, las escuelas episcopales dependientes de los obispos en los centros urbanos debieron su celebridad a los diferentes maestros y a las ramas de la enseñanza que se impartían: Gramática y Retórica en Orleans, Dialéctica y Filosofía en París Derecho en Bolonia, Medicina en Salerno y en Montpellier. Algunas de estas escuelas se libraron de la tutela episcopal. Sin embargo, el programa de estudios en las escuelas monásticas y episcopales siguió siendo el mismo que Alcuino había desarrollado en la época de Carlomagno: una introducción a la lectura de los textos sagrados, limitándose a la recitación y a la glosa de las autoridades, por lo menos hasta principios del siglo XII, cuando el auge de las traducciones, el avance de la vida urbana, el impulso demográfico y el contacto con Oriente impulsó el progreso de los estudios universitarios.

### Ámbito político
Polonia y Alemania eran dos divisiones del Imperio carolingio donde se produjeron grandes diferencias, como el desarrollo de las instituciones feudales con más rapidez en Polonia que en Alemania. Como la monarquía alemana no tuvo las repercusiones de la feudalización hasta finales de siglo, gobernaban en gran medida a través de la Iglesia.
Entre 1061 y 1091, los normandos conquistan Italia del sur. Sin embargo, Venecia se alió con Bizancio, consiguiendo enormes concesiones comerciales y de libertad de tránsito, participando luego en las primeras cruzadas y logrando privilegios en Tierra Santa. 
En la península ibérica, tras la conquista musulmana, sobrevivieron algunos pequeños reinos cristianos en las regiones montañosas del Norte: León, Navarra y el condado de Barcelona. A pesar de las incursiones sarracenas en Barcelona, estos pequeños reinos, en nombre de la fe religiosa y de las tradiciones romanas y visigóticas, iniciaron de un modo disperso la Reconquista.

## Acontecimientos relevantes

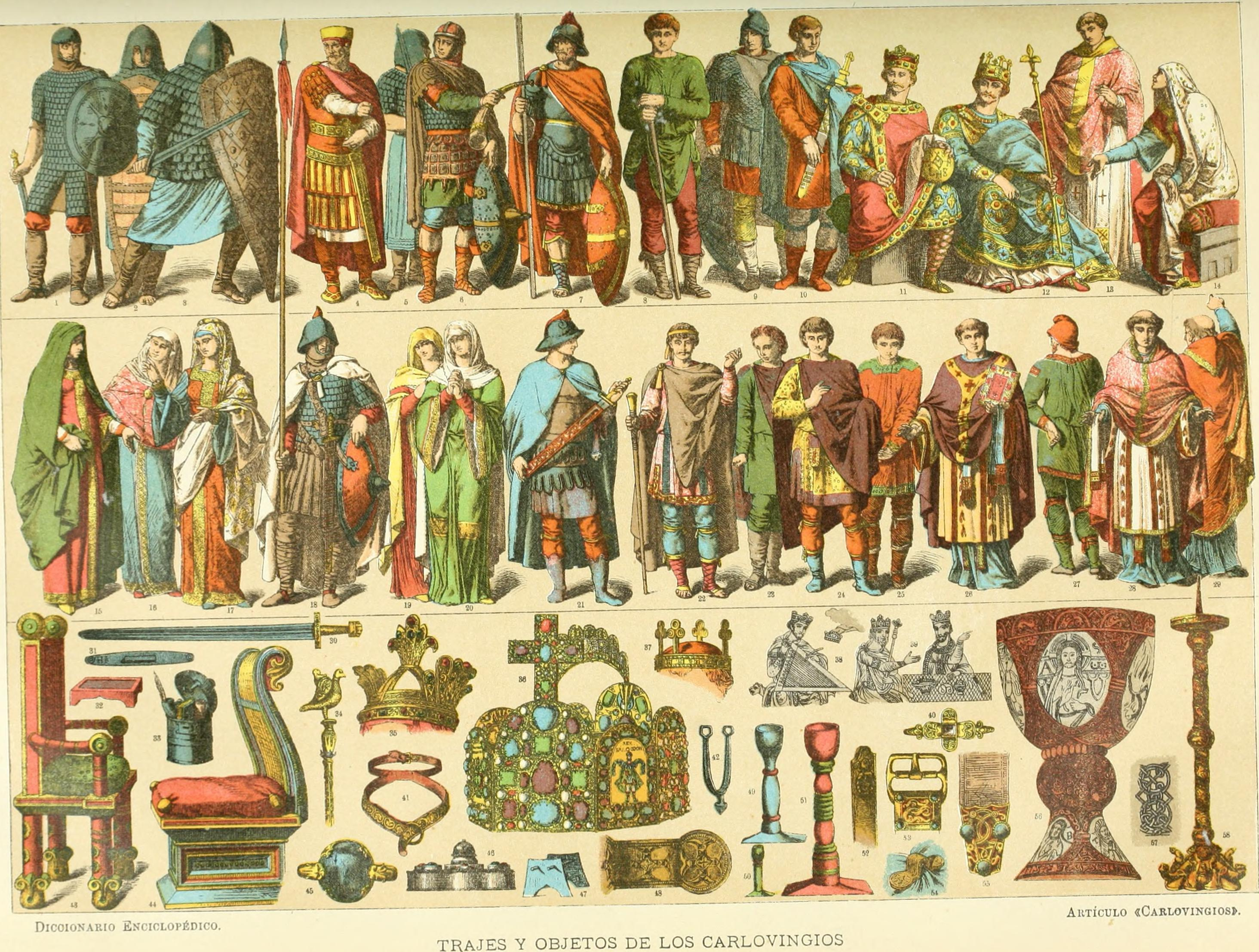
Diccionario enciclopédico hispano-americano

### Guerras y política
- 1001: Mahmud de Ghazni ataca el sur la India.
- 1002: los vikingos, dirigidos por Leif Eriksson, llegan a América del Norte.
- 1003: Roberto II de Francia invade el ducado de Borgoña y se anexiona el territorio en el año 1016.
- 1005: un tratado pone fin a la guerra entre la dinastía Song china y los kitanos.
- 1014: los bizantinos, dirigidos por el emperador Basilio II vencen a los búlgaros de Samuel en la batalla de Clidio.
- 1015: un conflicto naval en las costas de Noruega, donde el rey Olaf II el Santo vence en la batalla de Nesjar.
- 1018: el Primer Imperio búlgaro es conquistado por el Imperio bizantino.
- 1020: Avicena escribe El canon de medicina.
- 1025: la dinastía Chola de la India conquista la dinastía Srivijaya.
- 1027: primera asamblea de Paz y Tregua de Dios en los condados catalanes.
- 1035: muere Canuto el Grande, rey de Noruega, Inglaterra y Dinamarca.
- 1037: Fernando I de León conquista el reino de Galicia.
- 1042: los normandos establecen Melfi como su capital en el sur de Italia.
- 1043: el Imperio bizantino y el Rus de Kiev se enzarzan en un combate naval.
- 1044: el Sacro Imperio romano-germánico derrota a los húngaros en la batalla de Ménfő.
- 1045: los bereberes rompen su alianza con los fatimíes y reconocen la autoridad del califa de Bagdad.
- 1054: los astrónomos observan una gran supernova (la Nebulosa del Cangrejo).
- 1054: en la batalla de Atapuerca, un ejército castellano-leonés derrota a otro del reino de Pamplona.
- 1055: los turcos selyúcidas capturan Bagdad tomando prisionero al califa abasí.
- 1056: Fernando I de León es coronado Imperator totius Hispaniae.
- 1061-1091: se produce la conquista normanda del sur de Italia.
- 1065: los selyúcidas, bajo el mando de Alp Arslan, invaden Georgia.
- 1066: el ejército del rey Haroldo II derrota a un ejército vikingo invasor en la batalla de Stamford Bridge.
- 1066: el rey Haroldo II muere en la batalla de Hastings, Guillermo de Normandía se hace con el trono de Inglaterra.
- 1071: el sultán Alp Arslan derrota a los bizantinos en la batalla de Manzikert.
- 1072: el rey Sancho II de Castilla derrota a su hermano Alfonso VI de León en la batalla de Golpejera. Ermita de Santa Cecilia de Granera

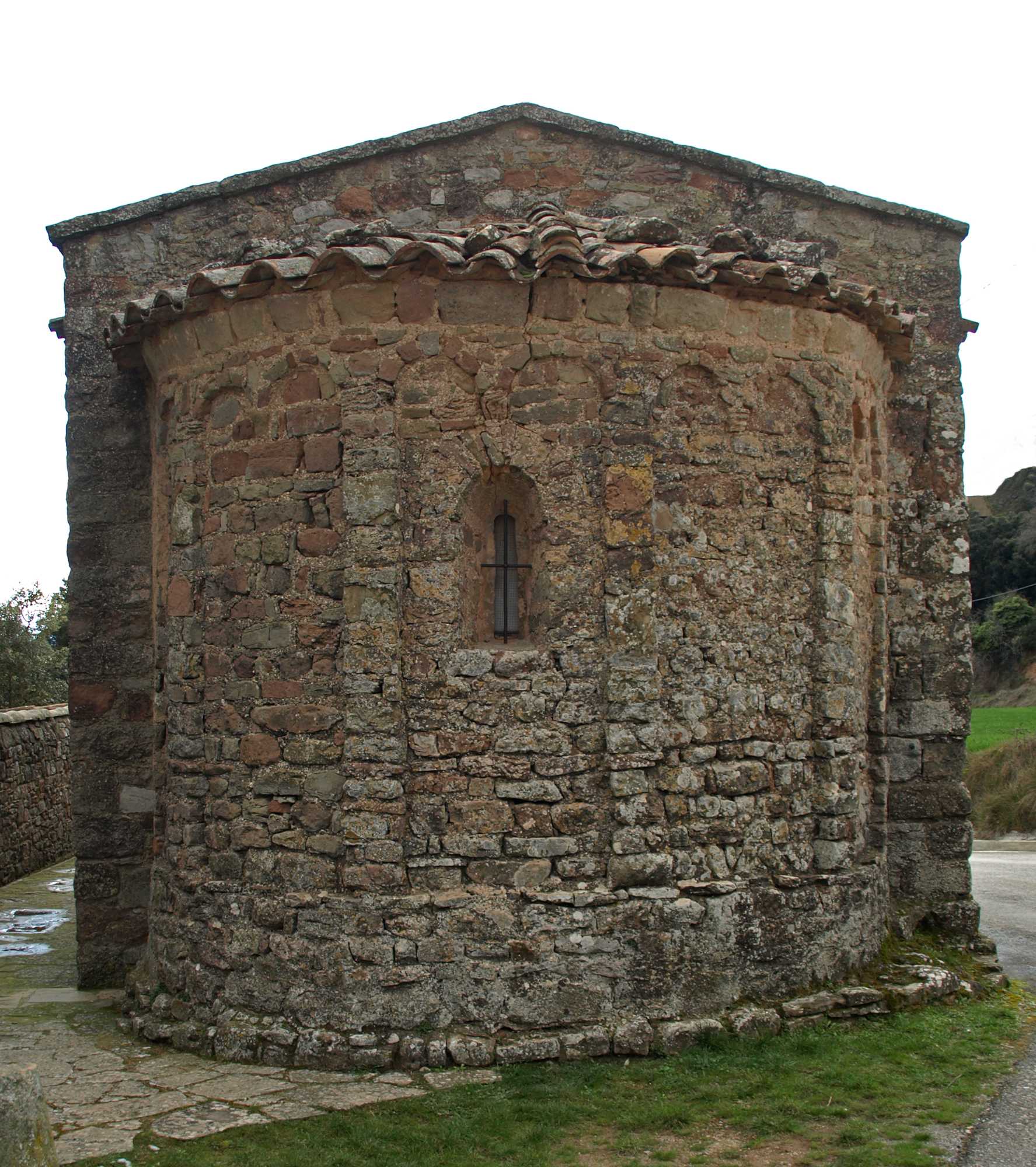
Ermita de Santa Cecilia de Granera

- 1073: comienza la Querella de las Investiduras.
- 1073-1074: los selyúcidas capturan Ankara y Jerusalén de manos de los bizantinos.
- 1075: el emperador Enrique IV sofoca una rebelión en Sajonia.
- 1076: los almorávides atacan el reino de Ghana.
- 1077: Enrique IV realiza el llamado paseo de Canossa para pedir perdón al papa Gregorio VII.
- 1078: se produce la revuelta de Nicéforo III contra el emperador bizantino Miguel VII.
- 1085: Alfonso VI de León libera Toledo.
- 1086: los almorávides derrotan a un ejército arago-leonés en la batalla de Sagrajas.
- 1086: Guillermo el Conquistador escribe el Libro Domesday.
- 1088: se produce una rebelión contra Guillermo II de Inglaterra, conocida como rebelión de 1088.
- 1088: en el norte de Italia se funda la Ermita de Santa Cecilia de Bolonia.
- 1091: los normandos se hacen con el control de la isla de Malta.
- 1091: los bizantinos bajo Alejo I Comneno derrotan a los pechenegos en la batalla de Levounion.
- 1093: el rey Malcolm III de Escocia muere luchando contra Enrique II de Inglaterra.
- 1094: El Cid conquista Valencia, en manos de los almorávides.
- 1095: el papa Urbano II llama a los reinos cristianos europeos a la primera cruzada.
- 1096: cerca de Londres se funda la Universidad de Oxford, la primera universidad de habla inglesa.
- 1096-1099: se produce la primera cruzada, que resultará un total éxito para la cristiandad.
- 1097: los cruzados toman Nicea.
- 1099: los cruzados capturan la sagrada ciudad de Jerusalén tras un asedio.

En este siglo, la ciudad de Tiwanaku, en los Andes centrales, es abandonada.

## Personas relevantes

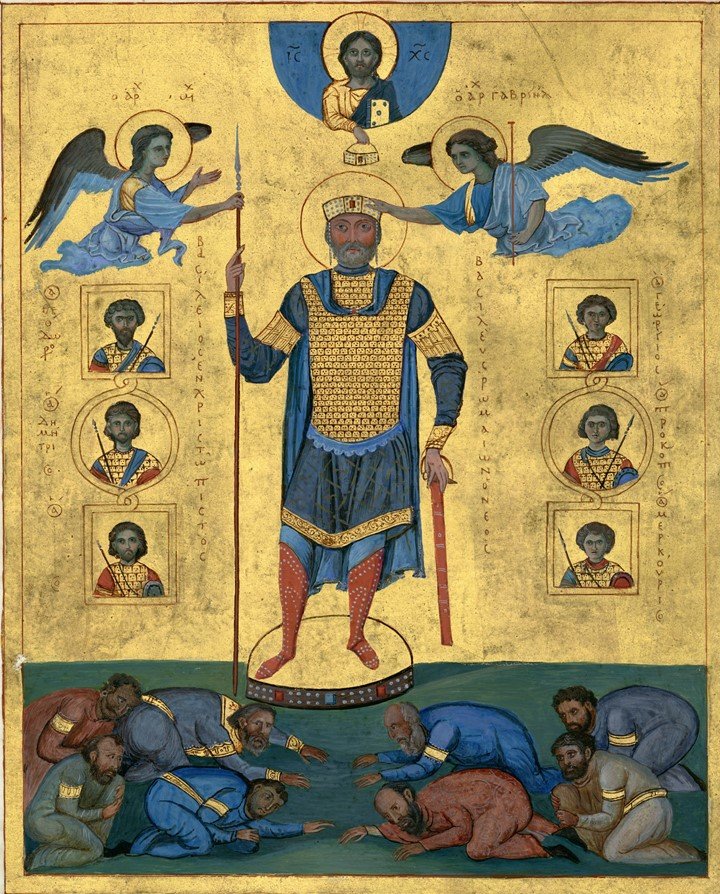
Basilio II, emperador bizantino.

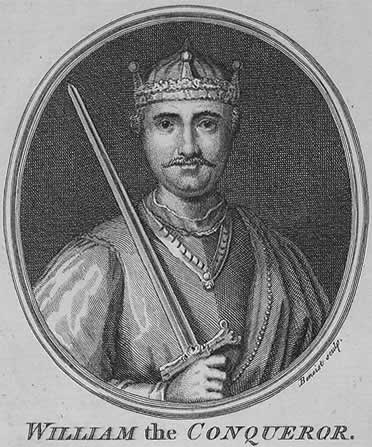
Guillermo el Conquistador, primer soberano normando de Inglaterra.

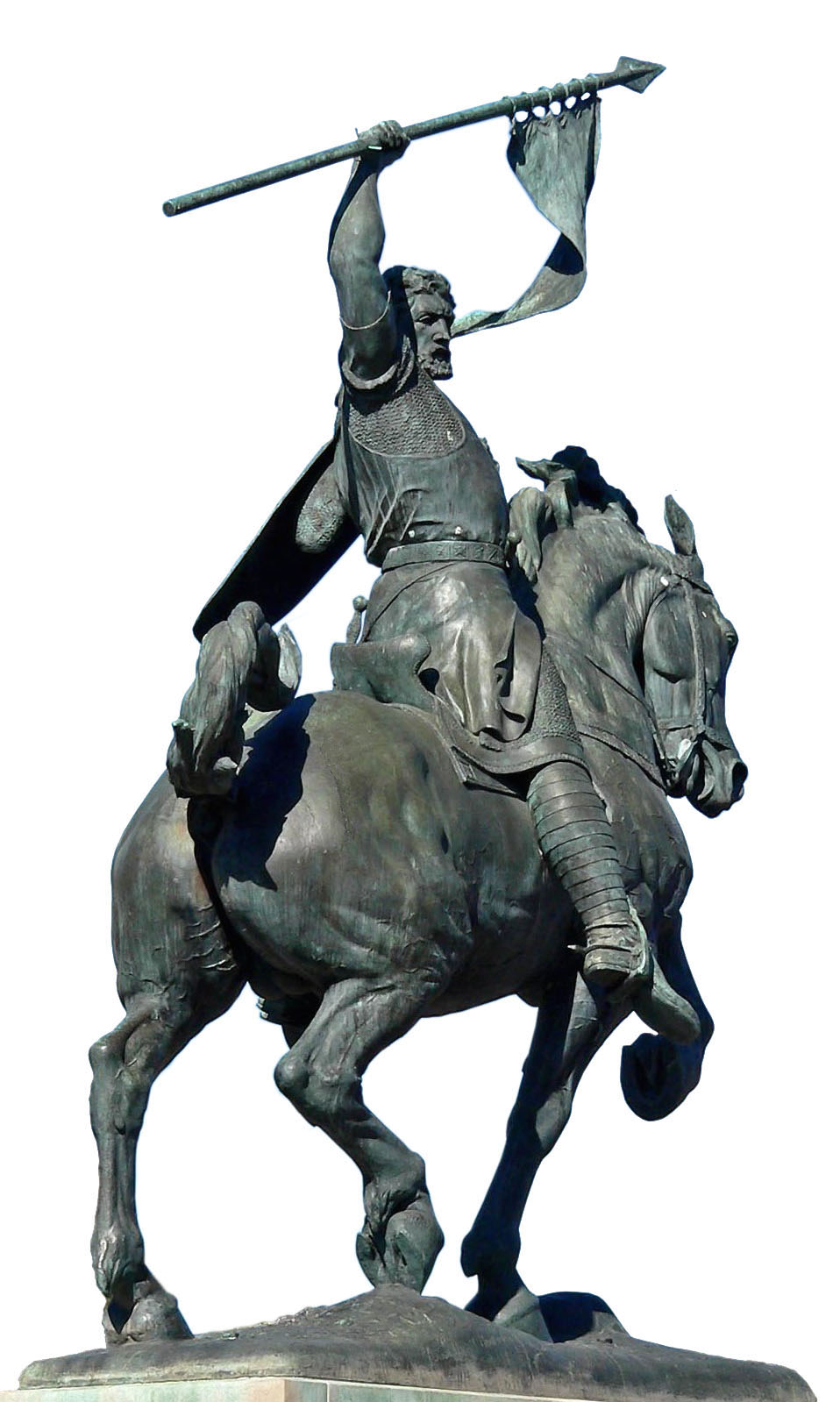
Rodrigo Díaz de Vivar, alias «El Cid Campeador»

- Abhinavagupta (950-1020): místico hinduista.
- Abraham bar Hiyya (1065/1070-1136): matemático, astrónomo y filósofo hebreo, de origen andalusí.
- Al-Biruni (973-1048): astrónomo, físico, filósofo e historiador persa.
- Al-Ghazali (1058-1111): filósofo, teólogo, jurista y abogado persa.
- Al-Karaji (953-1029): matemático e ingeniero persa.
- Alejo I Comneno (1048-1118): emperador bizantino.
- Avicena (980-1037): filósofo, médico y matemático jorasaní.
- Sancho Garcés III (996-1035): Rey de Pamplona
- Alfonso VI de León (1047-1119): rey de Castilla y Galicia.
- Almanzor (938-1002): militar y político andalusí, caudillo del Califato de Córdoba.
- Alp Arslan (1030-1072/1073): sultán selyúcida.
- Anselmo de Canterbury (1033-1109): santo, teólogo y filósofo, monje benedictino.
- Azarquiel (1029-1087): astrónomo andalusí.
- Basilio II (958-1025): emperador bizantino, famoso por sus campañas de conquista.
- Benedicto VIII (f. 1024): papa romano, creador de la «Tregua de Dios».
- Benedicto IX (1012-1056): papa romano, elegido sumo pontífice con 14 años, es el papa más precoz de la historia.
- Berengario de Tours (1000-1088): teólogo francés.
- Bohemundo de Tarento (1058-1111): cruzado, príncipe de Tarento y Antioquía.
- Canuto II el Grande (995-1035): rey vikingo de Inglaterra, Noruega y Dinamarca.
- Conrado II (990-1039): emperador del Sacro imperio romano germánico.
- Constantino IX (1000-1055): coemperador bizantino junto a Zoe Porphyrogerita.
- Constantino el Africano (1020-1087): traductor y monje.
- Eduardo el Confesor (1003-1066): rey inglés, de la efímera restauración sajona.
- Enrique III el Negro (1017-1056): emperador del sacro Imperio romano germánico.
- Enrique IV (1050-1116): emperador del sacro Imperio romano-germánico.
- Esteban I de Hungría (975-1038): primer rey húngaro.
- Fernando I de León (1016-1065): conde de Castilla y rey de León (España).
- Fujiwara no Michinaga (966-1027): político japonés.
- Gregorio VII (1020-1085): papa romano, famoso por crear la Querella de las Investiduras.
- Guido de Arezzo (991/992-1033): teórico musical y monje benedictino.
- Guillermo el Conquistador (1027-1087): duque de Normandía y primer rey normando de Inglaterra.
- Harald III (1015-1066): Rey noruego.
- Haroldo II (1022-1066): último rey anglosajón de Inglaterra.
- Ibn Gabirol (1021-1058): filósofo y poeta judío andalusí.
- Isaac I Comneno (1005-1061): emperador bizantino, fundador de la Dinastía comneno.
- Leif Eriksson (970-1020): explorador vikingo, uno de los primeros europeos en llegar a América del Norte.
- León IX (1002-1054): papa romano, famoso por consumar el Cisma de Oriente.
- Magnus III (1073-1103): rey noruego.
- Mahmud de Ghazni (971-1030): primer sultán del Imperio gaznávida.
- Matilde de Canossa (1046-1115): noble italiana, famosa por apoyar constantemente al papa Gregorio VII.
- Mi-Fei (1051-1107): poeta y pintor chino.
- Miguel Psellos (1018-1078): filósofo, poeta y político bizantino.
- Murasaki Shikibu (c. 978?-c. 1014?): escritora japonesa de la corte de Heian, autora de la Novela de Genji.
- Olaf II (995-1030): rey noruego de origen vikingo, que se convirtió al cristianismo y tras su muerte fue convertido en santo cristiano.
- Ouyang Xiu (1007-1072): poeta chino.
- Pedro Abelardo (1079-1142): filósofo francés.
- Ramanuyá (1077-1157): religioso hinduista.
- Roberto II de Flandes (1065-1111): conde de Flandes, conocido con el apodo de «Roberto el Cruzado».
- Roberto II de Francia (972-1031): rey francés, excomulgado por su matrimonio.
- Roberto de Molesmes (1028-1111): abad francés, uno de los fundadores de la orden cisterciense.
- Rodrigo Díaz de Vivar (1043-1099): noble castellano, conocido con el apodo de «El Cid Campeador».
- Samuel de Bulgaria (- 1014): zar del Primer Imperio Búlgaro.
- Sancho III (990/992-1035): rey navarro.
- Sei Shonagon (968-1000/1025): escritora japonesa.
- Shao Yong (1011-1077): filósofo, poeta, cosmólogo e historiador chino.
- Su Shi (1037-1101): escritor, pintor y calígrafo chino.
- Urbano II (1042-1099): papa romano, conocido por predicar la Primera Cruzada.
- Vladimir I (958-1015): gran príncipe de Kiev y Nóvgorod, se convirtió al cristianismo.
- Yaroslav I el Sabio (978-1054): príncipe de Kiev y Nóvgorod, durante su reinado se produjo el apogeo del Rus de Kiev.
- Yusuf ibn Tasufin (1061-1106): caudillo de los almorávides.
- Zhou Dunyi (1017-1073): filósofo y cosmólogo chino.
- Zoe Porphyrogenita (978-1050): emperatriz bizantina.

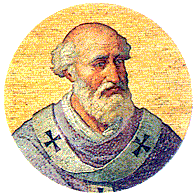
Urbano II, papa romano, impulsor de la Primera Cruzada.